# Linaria tursica
Linaria tursica es una planta herbácea de la familia de las escrofulariáceas. Es originaria del sur de la península ibérica.

## Descripción
Hierba anual glabra, glaucas. Tallos fértiles de hasta 15 cm de altura, de decumbentes a erectos, simples o escasamente ramificados. Hojas de hasta 8 x 2 mm, estrechamente obovadas, las inferiores triverticiladas; las superiores alternas. Las inflorescencias en racimos laxos. Pedicelos florales de 36 mm, prolongándose hasta 8 mm en la fructificación, son 2 veces más largos que las brácteas. Cáliz de 1,2-2 mm, con divisiones estrechamente oblongas, obtusas, algo desiguales. Corola de 4,5-5 mm, azul-violeta con paladar anaranjado y labio inferior frecuentemente amarilla, espolón de 1,5-2 mm, recto. Cápsula de 1,6-2,5 mm, ligeramente más larga que el cáliz, abriéndose por valvas hasta menos de 1/2. Semillas de 0,4-0,6 mm, reniformes, densa y ligeramente reticuladas, negras. Tiene un número de cromosomas de 2n= 12 (Huelva). Florece y fructifica de marzo a mayo.

## Distribución
Se encuentra en corrales y dunas fijas y semifijas del litoral onubense (parque nacional de Doñana).

## Taxonomía
Linaria tursica fue descrita por Valdés & Cabezudo y publicado en Lagascalia 7: 10 (1977)